# Marion (Ohio)
Marion – miasto w Stanach Zjednoczonych, w stanie Ohio, siedziba władz hrabstwa Marion, leżące około 80 km na północ od Columbus. Liczba mieszkańców w 2000 roku wynosiła 35 325.
Miasto założono w 1822 roku, a nazwę miastu nadano dla uczczenia dokonań bohatera amerykańskiej wojny wyzwoleńczej generała Francisa Mariona. 
W mieście jest znajduje się kampus Uniwersytetu Stanu Ohio.

## Klimat
Miasto leży w strefie klimatu kontynentalnego, z gorącym latem, należącego według klasyfikacji Köppena do strefy Dfa. Średnia temperatura roczna wynosi 10,1 °C, a opady 947 mm (w tym do 68 cm opadów śniegu). Średnia temperatura najcieplejszego miesiąca (lipca) wynosi 22,6 °C, a najzimniejszego (stycznia) -3,6 °C. Rekordowe najwyższe i najniższe temperatury wyniosły odpowiednio 38,9 °C i -27,2 °C.